# Tour de Qatar de 2014
El Tour de Qatar de 2014 va ser la tretzena edició del Tour de Qatar. La cursa es disputà en sis etapes, una d'elles contrarellotge individual, entre el 9 i el 14 de febrer de 2014.
La cursa fou guanyada per l'holandès Niki Terpstra (Omega Pharma-Quick Step), el qual guanyà l'etapa inicial i aconseguí mantenir el liderat fins al final de la cursa. En segona posició finalitzà el seu company d'equip Tom Boonen, que guanyà dues etapes i la classificació per punts, mentre lan tercera posició fou per Jürgen Roelandts (Lotto-Belisol). La classificació dels joves fou per un altre ciclista de l'Omega Pharma-Quick Step, Guillaume van Keirsbulck, mentre la classificació per equips també anà a parar a mans de l'Omega Pharma-Quick Step, després de classificar a cinc dels seus corredors entre els deu primers classificats.

## Equips participants
Els 19 equips participants són:
- 13 equips World Tour: AG2R La Mondiale, Astana Qazaqstan Team, Belkin Pro Cycling Team, BMC Racing Team, Cannondale, FDJ, Team Katusha, Lotto-Belisol, Omega Pharma-Quick Step, Orica-GreenEDGE, Team Sky, Team Tinkoff-Saxo, Trek Factory Racing
- 5 equips continentals professionals: Bardiani Valvole-CSF Inox, IAM Cycling, NetApp-Endura, Topsport Vlaanderen-Baloise, UnitedHealthcare
- 1 equip continental: Skydive Dubai

## Etapes
| Etapa    | Data         | Recorregut                           | Km    | Vencedor d'etapa      | Líder de la general |
| -------- | ------------ | ------------------------------------ | ----- | --------------------- | ------------------- |
| 1a etapa | 9 de febrer  | Al Wakrah - Dukhan Beach             | 135,5 | Niki Terpstra (NED)   | Niki Terpstra (NED) |
| 2a etapa | 10 de febrer | Camel Race Track - Al Khor Corniche  | 160,5 | Tom Boonen (BEL)      | Niki Terpstra (NED) |
| 3a etapa | 11 de febrer | Lusail - Lusail (CRI)                | 10,9  | Michael Hepburn (AUS) | Niki Terpstra (NED) |
| 4a etapa | 12 de febrer | Dukhan Beach - Mesaieed              | 135,0 | Tom Boonen (BEL)      | Niki Terpstra (NED) |
| 5a etapa | 13 de febrer | Al Zubara Fort - Madinat ash Shamal  | 159,0 | André Greipel (GER)   | Niki Terpstra (NED) |
| 6a etapa | 14 de febrer | Sealine Beach Resort – Doha Corniche | 113,5 | Arnaud Démare (FRA)   | Niki Terpstra (NED) |

## Classificació general final
|    | Ciclista                       | Equip                   | Temps       |
| -- | ------------------------------ | ----------------------- | ----------- |
| 1  | Niki Terpstra (NED)            | Omega Pharma-Quick Step | 15h 53' 37" |
| 2  | Tom Boonen (BEL)               | Omega Pharma-Quick Step | + 17"       |
| 3  | Jürgen Roelandts (BEL)         | Lotto-Belisol           | + 20"       |
| 4  | Ian Stannard (GBR)             | Team Sky                | + 37"       |
| 5  | Michael Mørkøv (DEN)           | Team Tinkoff-Saxo       | + 48"       |
| 6  | Marcel Sieberg (GER)           | Lotto-Belisol           | + 56"       |
| 7  | Guillaume van Keirsbulck (BEL) | Omega Pharma-Quick Step | + 57"       |
| 8  | Stijn Vandenbergh (BEL)        | Omega Pharma-Quick Step | + 1' 05"    |
| 9  | Andrew Fenn (GBR)              | Omega Pharma-Quick Step | + 1' 18"    |
| 10 | André Greipel (GER)            | Lotto-Belisol           | + 1' 23"    |

## Evolució de les classificacions
| Etapa | Vencedor        | Classificació general | Classificació per punts | Classificació dels joves | Classificació per equips |
| ----- | --------------- | --------------------- | ----------------------- | ------------------------ | ------------------------ |
| 1     | Niki Terpstra   | Niki Terpstra         | Niki Terpstra           | Sam Bennett              | Omega Pharma-Quick Step  |
| 2     | Tom Boonen      | Niki Terpstra         | Niki Terpstra           | Andrew Fenn              | Omega Pharma-Quick Step  |
| 3     | Michael Hepburn | Niki Terpstra         | Niki Terpstra           | Guillaume van Keirsbulck | Omega Pharma-Quick Step  |
| 4     | Tom Boonen      | Niki Terpstra         | Tom Boonen              | Guillaume van Keirsbulck | Omega Pharma-Quick Step  |
| 5     | André Greipel   | Niki Terpstra         | Tom Boonen              | Guillaume van Keirsbulck | Omega Pharma-Quick Step  |
| 6     | Arnaud Démare   | Niki Terpstra         | Tom Boonen              | Guillaume van Keirsbulck | Omega Pharma-Quick Step  |
| Final | Final           | Niki Terpstra         | Tom Boonen              | Guillaume Van Keirsbulck | Omega Pharma-Quick Step  |